# Доронкин (хутор)
Доронкин — хутор в Питерском районе Саратовской области России. Входит в состав сельского поселения Питерское муниципальное образование. Проживают казахи, чеченцы .

## География
Находится на юге Левобережья, на окраине Прикаспийской низменности, на расстоянии примерно 10 километров по прямой на запад от районного центра села Питерка.
Климат засушливый, резко континентальный. 

## Население
| 2002 | 2010 | 2021 |
| ---- | ---- | ---- |
| 73   | ↘39  | ↘10  |

Национальный состав
Согласно результатам переписи 2002 года, в национальной структуре населения
казахи составляли 47 %, чеченцы 29 % из 73 чел..

## Инфраструктура
Личное подсобное хозяйство.

## Транспорт
Просёлочные дороги.